# Hitzeschaden
Als Hitz(e)schaden wird in der Medizin jede Gesundheitsstörung bezeichnet, die durch eine für längere Zeit erhöhte Umgebungstemperatur bedingt ist. Man unterscheidet den Sonnenstich, den Hitzekrampf, den Hitzekollaps, die Hitzeerschöpfung und den Hitzschlag. Als schlimmste Folge kann der Hitzetod eintreten.

## Sonnenstich
Ein Sonnenstich (auch Insolation und Heliosis genannt) entsteht durch lange andauernde, direkte Sonneneinstrahlung auf den Kopf und den Nackenbereich. Verantwortlich für diese Schädigung ist der langwellige Teil der Sonnenstrahlung, also die Wärmestrahlung des Sonnenlichtes. Dieser führt zu einer Irritation der Hirnhaut und des Hirngewebes und zu einer Entzündungsreaktion, die in schweren Fällen in ein Hirnödem übergehen kann. Somit ist ein Sonnenstich ein isolierter Hitzschlag des Kopfes und damit ein ausschließlich thermisches Problem. Die immer wieder auftauchende Erklärung, die Hirnhautreizung entstehe durch den UV-Anteil des Sonnenlichtes, ist nicht belegbar, da UV-Strahlung die Haut nicht durchdringt.
Der Sonnenstich äußert sich durch Schwindel, Kopfschmerzen, Übelkeit bis zum Erbrechen, Ohrgeräusche, Benommenheit, innere Unruhe, Abgeschlagenheit, erhöhten Pulsschlag und Nackenschmerzen bis hin zu Nackensteifigkeit (Meningismus). Die Körpertemperatur ist fast immer normal. In schweren Verlaufsfällen kann es zu Bewusstseinsstörungen bis hin zur Bewusstlosigkeit und zu Kreislaufversagen kommen. Auch Todesfälle wurden bereits beschrieben. An den Folgen eines Sonnenstichs verstarb zum Beispiel der Schriftsteller Hermann Kurz.
Einem Sonnenstich kann durch das Tragen einer hellen Kopfbedeckung vorgebeugt werden. Vor allem kleine Kinder sind durch den Sonnenstich gefährdet. Dazu tragen die Fontanellen sowie die spärliche Kopfbehaarung der ersten beiden Lebensjahre bei. Auch Träger einer Glatze oder einer Kurzhaarfrisur unterliegen einem erhöhten Risiko.

## Hitzekrampf
Ein Hitzekrampf entsteht durch einen Mangel an Flüssigkeit und Elektrolyten (vor allem Natriumchlorid) infolge erhöhten Schwitzens. Vor allem betroffen sind dabei nicht an die Temperaturen angepasste Menschen (Akklimatisierung), deren Elektrolytkonzentration im Schweiß im Vergleich zu akklimatisierten Menschen deutlich höher ist.
Die Symptome sind Krämpfe (Spasmen) in der belasteten Muskulatur (verschiedene Muskelgruppen der Extremitäten oder des Rumpfes), häufig auch schmerzhaft, bei normaler Körpertemperatur. Kreislaufbeschwerden oder ein Anstieg der Körpertemperatur sind untypisch für Hitzekrämpfe und können auf das Vorliegen eines anderen oder weiteren Hitzeschadens hinweisen. Stark gewürzte Suppen oder Elektrolytgetränke bessern beim Hitzekrampf meist die Beschwerden.

## Hitzekollaps
Ein Hitzekollaps, auch Hitzeohnmacht oder Hitzesynkope ist eine Fehlfunktion des Kreislaufs mit kurzer Bewusstlosigkeit aufgrund einer hitzebedingten Erweiterung der peripheren Blutgefäße.
Um die Wärmeabgabe über die Haut zu verstärken, erweitern sich Blutgefäße in der Peripherie des Körpers. Dies führt zu einer massiven Umverteilung des Blutvolumens in diese Bereiche, welches dort „versackt“. Das Herz bekommt nun nicht mehr genug Blut angeboten, um es weiter zu pumpen. Der Blutdruck wird drastisch verringert, das Gehirn bekommt nicht genügend Blut und es kommt dadurch zu einer meist nur kurz andauernden Bewusstlosigkeit (Synkope).
Risikofaktoren hierbei sind vor allem Alkoholgenuss sowie längeres Stehen, vor allem in größeren Menschenmengen, wo die Möglichkeiten der Wärmeabgabe über die Haut verringert sind. Symptom ist zumeist nur die plötzlich einsetzende Bewusstlosigkeit. Warnzeichen können Schwindel, Schwächegefühl, Übelkeit und Erbrechen sein.

## Hitzeerschöpfung
Ursachen
Zu einer Hitzeerschöpfung kommt es durch Flüssigkeits- und Elektrolytverlust ohne entsprechende Zufuhr von außen und damit zu einer Abnahme des extrazellulären Flüssigkeitsvolumens ohne Erhöhung der Körpertemperatur (Abnahme des Blutvolumens im Kreislauf). Folge kann ein Versagen des Kreislaufs sein. Verstärkt wird dies, wenn durch Wasserverluste die zirkulierende Blutmenge vermindert ist. Die kritische Grenze liegt etwa bei einem Wasserverlust von 12 % des Körpergewichts.
Symptome
Die Symptome einer Hitzeerschöpfung sind Kopfschmerzen, Schwindel, Übelkeit, Bewusstseinsstörungen bis hin zur Bewusstlosigkeit. Die Haut ist zuerst gerötet, dann blass und feucht. Der Puls ist schnell, der Blutdruck niedrig, die Atmung schnell und flach. Ab etwa 40 °C tritt die Gefahr des Hitzschlags auf. Infolge der starken Erweiterung der Hautgefäße entsteht ein Missverhältnis zwischen Gefäßkapazität und zirkulierender Blutmenge, so dass es zum Blutdruckabfall (Schock) und schließlich zur Bewusstlosigkeit kommt.
Sofortmaßnahmen
Die wichtigste Maßnahme in der ersten Hilfe besteht darin, den Patienten in den Schatten oder eine kühle Umgebung zu bringen. Ist der Patient noch bei Bewusstsein, sollte er in die Schocklage gebracht werden. Ein bewusstloser Patient muss in die stabile Seitenlage gebracht werden, wenn er noch normal atmet. Atmet ein bewusstloser Patient nicht (Atemstillstand), muss eine Herz-Lungen-Wiederbelebung erfolgen.

## Hitzschlag
Bei dem lebensgefährlichen Hitzschlag oder Hitzeschlag steigt die Körpertemperatur auf über 40 °C an (Rektaltemperatur). Diese akute Überhitzung des Körpers führt zu einer systemischen Entzündungsreaktion. Symptome sind eine Körpertemperatur wie bei sehr hohem Fieber, Bewusstseinsstörung bis zum Koma oder Krämpfe, außerdem schneller Herzschlag, niedriger Blutdruck und eine beschleunigte Atmung. Ursachen sind eine körperliche Überanstrengung (anstrengungsbedingter Hitzschlag) oder eine Überhitzung bei hohen Umgebungstemperaturen, meistens während Hitzewellen (klassischer Hitzschlag).
Im Gegensatz zu diesem auch als Hyperpyrexie bezeichneten (hyperpyretischen) Hitzschlag durch Wärmestauung wird auch der meist harmlose Hitzekollaps (ohne oder ohne erheblich erhöhte Körperkerntemperatur) umgangssprachlich als „Hitzschlag“ bezeichnet.